# Fenix TX
I Fenix TX, spesso scritto anche come Fenix*TX e noti in precedenza come Riverfenix, sono un gruppo pop punk statunitense formatosi a Houston nel 1995. La formazione attuale è composta da William Salazar, Chris Lewis, Adam Lewis e Danny King. Hanno pubblicato con due etichette indipendenti un EP, G.B.O.H., e un album, Riverfenix, prima di dover cambiare nome in seguito alla richiesta dei legali dell'attore River Phoenix. In seguito, con il nome di Fenix TX hanno pubblicato altri due album, questa volta con la major MCA Records: Fenix TX nel 1999 e Lechuza nel 2001, i quali hanno venduto più di 600000 copie in totale. Nel 2002 la band si è sciolta, dando l'annuncio ai fan durante un concerto a Portland e citando come causa le "differenze creative tra i membri della band".
Dopo la separazione, il bassista Adam Lewis e il batterista Damon DeLaPaz si sono dedicati al progetto, ormai defunto, Sing the Body Electric, mentre il cantante Will Salazar e il chitarrista Chris Lewis hanno formato i Denver Harbor.
Nel settembre 2005 i Fenix TX hanno annunciato la riunificazione del gruppo. Hanno pubblicato il primo album live, Purple Reign in Blood, e hanno iniziato un tour negli USA e in Giappone.

## Formazione

### Formazione attuale
- William Salazar – voce, chitarra
- Chris Lewis – chitarra
- Danny King – batteria

### Ex componenti
- Damon DeLaPaz – chitarra (1995–2000), batteria (2000–2006)
- James Love – chitarra (2001)
- Donnie Reyes – batteria (1995–2000)
- Adam Lewis – basso (1995–2024 deceduto)[3]

## Discografia

### Album
- 1997 - Riverfenix (con il nome di Riverfenix)
- 1999 - Fenix TX
- 2001 - Lechuza

### EP
- 1996 - G.B.O.H. (con il nome di Riverfenix)
- 2016 - Cre.ep

### Live
- 2005 - Purple Reign In Blood

### Singoli
- 2000 - "All My Fault"
- 2002 - "Threesome"

### Altre canzoni
- 1997 - "Ordinary World", contenuto in The Duran Duran Tribute (con il nome di Riverfenix)
- 2000 - "Felix Navidad", contenuto in The Real Slim Santa
- 2001 - "O'Bleek", contenuto nella raccolta Welcome to the Family
- 2002 - "Get Outta My Dreams, Get Into My Car" contenuto in NASCAR: Crank It Up

### Apparizioni in compilation
- 1999 - A Compilation of Warped Music II